# .рф
рф. هو مجال المستوى الأعلى لروسيا ، وقد بدأ استعماله منذ 13 مايو 2010